# Elezioni comunali in Trentino-Alto Adige del 1999
Le elezioni comunali in Trentino-Alto Adige del 1999 si sono tenute il 14 marzo e il 17 maggio, con turni di ballottaggio il 30 maggio, per il rinnovo di 13 consigli comunali.

## Riepilogo sindaci eletti
Coalizione di centro-sinistra
| Provincia | Comune | Sindaco uscente | Sindaco uscente | Sindaco eletto | Sindaco eletto | Primo turno | Primo turno | Secondo turno | Secondo turno | Seggi   |
| Provincia | Comune | Sindaco uscente | Sindaco uscente | Sindaco eletto | Sindaco eletto | Voti        | %           | Voti          | %             | Seggi   |
| --------- | ------ | --------------- | --------------- | -------------- | -------------- | ----------- | ----------- | ------------- | ------------- | ------- |
| Trento    | Trento |                 | Lorenzo Dellai  |                | Alberto Pacher | 42.675      | 69,33       | —             | —             | 35 / 50 |